# Resolutie 14 Veiligheidsraad Verenigde Naties
Resolutie 14 van de Veiligheidsraad van de Verenigde Naties was de veertiende resolutie van de Veiligheidsraad.
Ze werd midden december 1946 goedgekeurd met negen stemmen tegen nul. De Sovjet-Unie en de Verenigde Staten onthielden zich.

## Achtergrond
De VN-Veiligheidsraad bestond uit elf leden. Vijf daarvan zijn permanent. De overige zes worden voor een periode van twee jaar verkozen. Elk lid wordt één maand lang voorzitter van de Raad. De volgorde waarin de leden voorzitter worden wordt bepaald door een rotatiesysteem op alfabet.

## Inhoud
De Algemene Vergadering van de Verenigde Naties besloot dat de ambtstermijnen van de leden van de Veiligheidsraad moesten beginnen op 1 januari en zouden eindigen op 31 december. Het leek wenselijk dat de maandelijkse rotatie van het voorzitterschap van de Raad zodanig werd aangepast dat het overeenkwam met diezelfde data, en niet langer doorliep vanaf het vorige of in het volgende jaar. Om die reden besloot de Veiligheidsraad regel °18 van de procedures tijdelijk op te heffen, zodat de Verenigde Staten hun voorzitterschap konden verlengen van 17 december tot 31 december. Hierdoor kon het voorzitterschap vanaf 1947 overeenkomen met de kalendermaanden.
Lijst ·  1 ·  2 ·  3 ·  4 ·  5 ·  6 ·  7 ·  8 ·  9 ·  10 ·  11 ·  12 ·  13 ·  14 ·  15